# Venere (Pompeo Marchesi)
La Venere è una scultura di Pompeo Marchesi (1783-1858) esposta alla galleria d'arte moderna di Milano.

## Storia e descrizione
Le numerosa produzione di sculture rappresentanti una Venere di Pompeo Marchesi non consentono di chiarire con certezza la committenza del lavoro: la scultura viene spesso identificata con la Venere pudica, commissionata dal duca Pompeo Litta Visconti Arese ed esposta alla pinacoteca di Brera nel 1826. La firma apposta all'opera, recante la scritta "MARCHESI 1855", getta però qualche dubbio su tale ipotesi; infatti la Galleria d'Arte Moderna, che ospita permanentemente l'opera, propende per la data dell'anno 1855, preferendola nella descrizione a lato della statua e nell'elenco delle opere esposte.
Nonostante l'affacciarsi in quegli anni della scultura romantica, l'opera è un chiaro omaggio alla scultura neoclassica sia nel tema classico sia nell'esplicito riferimento al modello compositivo della Paolina Bonaparte come Venere vincitrice del Canova. La Venere è qui rappresentata su dei cuscini sopra un materasso nel gesto di reggere una rete da pesca, citazione del racconto omerico che vede gli amanti Venere e Marte scoperti da Vulcano grazie ad una rete invisibile da lui piazzata. L'adesione ai modelli canoviani emergono dal panneggio del materasso e dei cuscini, ma soprattutto della resa estremamente realistica della rete.
L'opera fu donata alla Galleria da Rachele Bollati nel 1979.